# Контина (Милано)
Контина је насеље у Италији у округу Милано, региону Ломбардија.
Према процени из 2011. у насељу је живело 12 становника. Насеље се налази на надморској висини од 106 м.